# Separacja (prawo)
Separacja (tzw. rozdzielenie małżonków od stołu i łoża) – faktyczny lub formalny stan w małżeństwie polegający na rozkładzie pożycia małżeńskiego. Separacja faktyczna nie pociąga za sobą skutków prawnych. Separacja formalna jest instytucją prawną orzekaną przez sąd na wniosek jednego lub obojga małżonków. W odróżnieniu od rozwodu separacja nie rozwiązuje związku małżeńskiego.

## Istota separacji formalnej
Separacja prawna polega w Polsce na uchyleniu wspólnoty małżeńskiej, jednak bez prawa wstępowania przez małżonków w nowy związek małżeński oraz bez zniesienia niektórych obowiązków wiążących małżonków, w tym obowiązku wzajemnej pomocy (art. 614 § 3 KRO). W polskim prawie separację regulują art. 611–616 KRO. W wielu krajach Europy Zachodniej orzeczenie przez sąd rozwodu musi być obowiązkowo poprzedzone okresem separacji.

## Przesłanki orzeczenia separacji
Według prawa polskiego przesłanką separacji jest zupełny (lecz nietrwały) rozkład pożycia małżonków rozumiany jako całkowity zanik więzi psychicznej, fizycznej oraz gospodarczej pomiędzy małżonkami (trwałość rozkładu jest konieczną przesłanką orzeczenia rozwodu). Nie można jej jednak orzec, jeżeli z tego powodu ucierpiałoby dobro wspólnych małoletnich dzieci małżonków lub jeżeli udzielenie separacji byłoby sprzeczne z zasadami współżycia społecznego. Separację można natomiast orzec na zgodny wniosek małżonków, gdy nie mają oni wspólnych małoletnich dzieci. Sąd nie orzeka wówczas o winie rozkładu pożycia, lecz następują takie skutki, jakby żaden z małżonków nie ponosił winy.

## Zbieg pozwów o separację i rozwód
Jeżeli jeden z małżonków żąda orzeczenia separacji, a drugi orzeczenia rozwodu i żądanie to jest uzasadnione, sąd orzeka rozwód. Jeżeli orzeczenie rozwodu jest niedopuszczalne (może istnieć związek na tle fizycznym, psychicznym, ekonomicznym lub chodzi o dobro małoletnich dzieci), a żądanie orzeczenia separacji jest uzasadnione, sąd orzeka separację.

## Skutki orzeczenia separacji
Według prawa polskiego orzeczenie separacji wywołuje skutki w dużym stopniu podobne do orzeczenia rozwodu. Zasadnicza różnica między rozwodem a separacją polega na tym, iż orzeczenie separacji nie powoduje ustania małżeństwa.
Wskutek orzeczenia separacji ustaje wspólność majątkowa pomiędzy małżonkami, nie działa również domniemanie pochodzenia od męża matki dziecka urodzonego po upływie 300 dni od ustania separacji. Ustaje jednak obowiązek wspólnego pożycia. Małżonkowie nie mają prawa wstąpienia w nowy związek małżeński.
Orzeczenie separacji nie zamyka drogi do orzeczenia rozwodu.

## Zniesienie separacji
Sąd orzeka o zniesieniu separacji na zgodne żądanie małżonków. Jeżeli małżonkowie mają wspólne małoletnie dzieci, sąd rozstrzyga także o władzy rodzicielskiej nad nimi. W momencie zniesienia separacji ustają jej skutki. Między małżonkami powstaje ustawowy ustrój majątkowy, lecz na zgodny wniosek małżonków żądający utrzymania między nimi rozdzielności majątkowej, sąd orzeka taką rozdzielność.

## Postępowanie w sprawie o separację
Sprawy o orzeczenie separacji w Polsce rozpatruje właściwy sąd okręgowy na wniosek jednego lub obojga małżonków. Postanowienie o separacji sąd wydaje po obowiązkowym przeprowadzeniu rozprawy. W toku postępowania sąd nakłania strony do pojednania. W przypadku, gdy ono nie nastąpi (i niecelowe okaże się odroczenie rozprawy) sąd przystępuje do rozpoznania sprawy.
Również postanowienie o zniesieniu separacji sąd wydaje dopiero po przeprowadzeniu rozprawy.
W momencie wszczęcia postępowania o zniesienie separacji zawiesza się z urzędu postępowanie w sprawie o:
- eksmisję jednego z małżonków pozostających w separacji ze wspólnego mieszkania,
- korzystanie przez tychże małżonków ze wspólnego mieszkania.

Z chwilą uprawomocnienia się postanowienia o zniesieniu separacji, powyższe postępowania umarza się z urzędu. Postępowanie zostaje również umorzone z chwilą śmierci jednego z małżonków.

## Podstawa prawna
- Ustawa z dnia 25 lutego 1964 r. – Kodeks rodzinny i opiekuńczy (Dz.U. z 2023 r. poz. 2809)

## Literatura
- Mieczysław Goettel, Prawo rodzinne w pytaniach i odpowiedziach, Warszawa: LexisNexis, 2010, s. 114-120, ISBN 978-83-7620-310-2.

 Zapoznaj się z zastrzeżeniami dotyczącymi pojęć prawnych w Wikipedii.